# География на Боливия
Боливия е държава в централната част на Южна Америка, разположена на около 130 – 150 km от Тихия океан. Площта ѝ възлиза на 1 098 581 km² (5-то място в Южна Америка), а населението към 1 януари 2022 г. – 12 050 000 души. Официална столица е град Сукре, фактическа – Ла Пас.

## Географско положение, граници, големина
На север, североизток и изток Боливия граничи с Бразилия (дължина на границата 2570 km), на югоизток – с Парагвай (769 km), на юг – с Аржентина (742 km), на югозапад – с Чили (890 km) и на запад – с Перу (1147 km). Общата дължина на сухоземните граници (в т.ч. речни) е 6118 km. Дължината ѝ от север на юг е 1500 km, а от запад на изток – 1250 km.
Крайни точки:
- крайна северна точка – 9°40′19″ ю. ш. 65°26′45″ з. д. / 9.671944° ю. ш. 65.445833° з. д., ляв бряг на река Мадейра, при устието на река Абуна, на границата с Бразилия.
- крайна южна точка – 22°53′56″ ю. ш. 67°53′56″ з. д. / 22.898889° ю. ш. 67.898889° з. д., на границата с Чили.
- крайна западна точка – 17°16′53″ ю. ш. 69°38′41″ з. д. / 17.281389° ю. ш. 69.644722° з. д., на границата с Перу.
- крайна източна точка – 18°13′51″ ю. ш. 57°27′13″ з. д. / 18.230833° ю. ш. 57.453611° з. д., на границата с Бразилия.

## Релеф
Боливия е разположена в субекваториалния и тропичния пояс, като заема голямата източна част на Централните Кордилери на Андите на запад и обширни равнини на изток, които рязко се различават по природни условия. Андите се състоят от високото (около 4000 m) плато Пуна, лежащо между крайните хребети на Кордилерите, което е почти лишено от външен речен отток. В него са обособени обширно лавово плато на северозапад и котловини с височина до 3800 m (Алтиплано) на югоизток, в които (в котловините) са разположени остатъчни езера (Поопо) и големи солончаци – Койпаса (806 km²), Салар де Уюни (10 585 km²). В крайната североизточна част на платото Пуна, на територията на Боливия е разположена югоизточната част на езерото Титикака. На запад платото Пуна е заградено от Западните Кордилери, увенчани с изгасналия стратовулкан Сахама, 6542 m (най-високата точка на Боливия). По билото на планинската верига от север на юг се издигат конусите на изгаснали (Кабарай, 5860 m, Копа, 5230 m и др.) и действащи (Олягуе, 5870 m, Ликанкабур, 5921 m и др.) вулкани. От изток платото Пуна се загражда от планинската верига Кордилера Реал (Илимани, 6439 m),  и нейното продължение на югоизток Централни Кордилери (5383 m). Дълбоки дефилета и котловини в района на горните течения на реките Бени на североизток и реките Пилкомайо и Рио Берхемо на югоизток отделят горните две вериги от хребетите на Източните Кордилери с височина до 5070 m. Равнините на североизток се отводняват от системите на реките Бени и Маморе и постепенно се понижават на север към Амазонската низина.

## Геоложки строеж, полезни изкопаеми
На територията на Боливия в направление от изток на запад са разположени източната периферия на Бразилската платформа, Предандийското краево пропадане (равнините Бени – Чако) и нагънатите пояси на Централните и Западните Кордилери и Алтиплано. Докамбрийските гнайси, изграждащи фундамента на Бразилската платформа са препокрити от глинести шисти, ордовишки и девонски алевролити и пермски континентални пясъчници. На запад тези скали потъват под мезозойски морски и континентални пясъчници и грубо обработени моласи с кайнозойска възраст в Предандийското краево пропадане. Кайнозойските, мезозойските и частично палеозойските скали в крайните западни части на краевото пропадане (в Субадийските Кордилери) са смачкани в гънки и образуват много характерни навлаци. Централните Кордилери са изградени основно от морски и ледникови палеозойски скали, пронизани от мезозойски и кайнозойски интрузии на гранити и дацити. На запад, между Централните и Западните Кордилери се проследява тесния и дълбок кайнозойски грабен Алтиплано, запълнен с кайнозойски континентални теригенни наслаги. В пределите на нагънатия пояс на Андите най-пълно изражение са получили къснопалеозойските (долнопермски), ларамийските (горнокредни и палеогенови) и андийските (миоценови) тектонски движения. С последните е свързано внедряването на щокове от кварцови монцонити и дацити в пределите на Централните Кордилери и Алтиплано. В Централните Кордилери към тези интрузии са привързани богатите калаени находища, съдържащи калай и други ценни компоненти. Общите запаси от калай се оценяват около 1200 хил.т. В Алтиплано се разработват находища на самородна мед, а също цинк, олово и сребро. В Предандийското краево пропадане са съсредоточени находища на нефт.

## Климат, води
Високопланинското плато Пуна и Западните Кордилери лежат в области с тропичен високопланнински климат, полупустинен на запад (годишна сума на валежите под 150 mm) и малко по-влажен на изток (500 – 600 mm). Средните юлски (зимни) температури в Пуна са от 3°С до 7°С, а средните януарски (летни) – от 9°С до 11°С, като денонощната температурна амплитуда достига до 40 – 50°С. За този регион много характерни са силните ветрове и бързата смяна на времето. По източните склонове на Андите е ясно изразена височинната поясност на климата, с годишна сума на валежите до 2000 mm. Снежната линия в Кордилера Реал се спуска до 4850 m, а нейният гребен е увенчан с мощни снегове и ледници. Източните равнини имат субекваториален климат със сух период до 4 – 5 месеца на север и тропичен климат на юг със сух период до 9 месеца. Средната юлска (зимна) температура е от 17°С до 22°С, а средната януарска (лятна) – от 24°С до 28°С. Тук годишното количество на валежите варира от 1300 – 1600 mm на север, до 800 mm на юг.
Територията на Боливия попада в три водосборни басейна: вътрешен безотточен басейн на Алиплано (ва запад и югозапад); водосборен басейн на река Амазонка (на север и североизток) и водосборен басейн на река Парана (на изток и югоизток). Малкото на брой реки, стичащи се по склоновете на Западните и Източните Кордилери се вливат в езерата Титикака (8372 km²) и Поопо (ок. 1300 km²). Тези реки са малки, но бурни и текат в дълбоки дефилета. От езерото Титикака изтича само една река Десагуадеро (320 km), която се влива в езерото Поопо. В северната част на страната протичат големите пълноводни реки Маморе (1530* km), Рио Гранде (1438 km), Мадре де Диос (1347* km), Гуапоре (1260* km), Бени (1178 km) и др., които сливайки се заедно образуват река Мадейра (1450* km), най-големия приток на Амазонка. В периода на тропическите валежи тези реки силно се разливат и потопяват обширни площи (до 120 000 km²) под вода. На изток, по границата с Бразилия протича участък от горното течение на река Парагвай (2695* km) (десен приток на Парана). На юг от 17° ю.ш., поради много сухия климат само реките Пилкомайо (1590* km) и Рио Берхемо (десни притоци на Парагвай) и река Парапети (500 km, вливаща се в блатото Исосог) текат извън планините, а останалите губят водите си в наносните конуси в техните подножия.

## Почви, растителност, животински свят
Растителността на запад е представена от полупустинни видове, а на изток – от високопланинска тропическа степ (халка), развита върху планинско-степни почви. Източните склонове на Андите са покрити с постоянно влажни, а на юг – с променливо влажни тропически гори, обособени върху латеритни почви. Горите заемат над 40% от територията на Боливия и изобилстват от ценни дървесни видове, но поради липсата на пътища те слабо се използват. Основният тип растителност в северните части на Източните равнини е саваната, развита върху червени почви. На север тя постепенно преминава във влажни вечнозелени гори (хилеи), а на юг – в тропически, на места заблатени редки гори върху червено-кафеникави почви. В източните части на страната обитават маймуни, броненосци, тапири, гризачи, много видове птици, влечуги и насекоми. За платото Пуна са характерни дивите и домашни лами, планински гризачи и много водоплаващи птици.